# Mavis Staples
Mavis Staples (Chicago, Illinois, 10 juli 1939) is een Amerikaanse soul- en gospelzangeres.

## Het begin
Staples begon met haar vader (Roebuck "Pops" Staples), een zus (Cleotha) en haar broer (Pervis) te zingen in lokale kerken. In 1969 zou Pervis de groep verlaten en Yvonne de groep komen versterken. Ze waren wekelijks te horen in een radioprogramma als de The Staple Singers. In 1956 scoorden ze een hit met Uncloudy Day. Dit lied was geproduceerd door het VeeJay label. Toen Staples in 1957 klaar was op de highschool, ging de familie op tournee. Pops Staples zag in 1963 dominee Martin Luther King preken in de kerk en zei tegen zijn kinderen: "Listen you all, I really like this man's message. And I think if he can preach that, we can sing it." ("Luister, ik hou van die man zijn boodschap. En als hij het kan preken, kunnen wij het zingen".) De groep begon protestliederen te schrijven en kreeg de bijnaam:God's Greatest Hitmakers. Ze werden de meest spectaculaire en invloedrijke gospelgroep voor vrijheidsbeweging van die tijd.

## Solo
In 1969 kwam het album Mavis Staples uit van Staples. Volt, (een dochtermaatschappij van Stax Records) had het album geproduceerd. Haar tweede album Only For the Lonely kwam in 1970 uit bij Stax Records. Daarna maakte ze voor het Curtom label (de muziekmaatschappij van Curtis Mayfield) een soundtrackalbum onder de titel A Piece of the Action. Haar vierde soloalbum Oh What A Feeling werd een flop in het jaar 1979. Het was midden in de discoperiode. Het label Warner Bros. Entertainment, Inc. gaf Staples de kans om het album in de Muscle Shoals Studios in Sheffield, Alabama op te nemen. Achteraf zei ze in een interview dat het daarom wel een mooie plaat moest worden, maar dat ze niet wist wat haar mankeerde om de plaat op te nemen en dat ze het een van de slechtste experimenten vond. De single Tonight I Feel Like Dancing kwam in de VS R&B Top 100 singles chart, niet hoger dan #91 in Juli 1979. Ze wist dat ze geen goed album had gemaakt en trok zich terug om bij haar familie te zijn. In 1984 maakte ze een album met wederom haar eigen naam als titel. Ditmaal geproduceerd door het befaamde trio Holland-Dozier-Holland. Eddie en Brian Holland hadden bij Motown gewerkt, Steve Cropper bij Stax Records. Het werd uitgegeven door het trio via hun eigen HDH label. Helaas werd dit album ook een flop.

## Samenwerking met Prince
In de jaren tachtig kreeg Staples financiële problemen doordat ze geen albums meer had gemaakt. Prince - een grote bewonderaar van Staples- bood haar een zevenjarig contract aan bij Paisley Park Records. Ze maakte twee albums bij het label: Time Waits for No One (1989) en The Voice (1993). Prince schreef liedjes voor de albums zonder seksueel getinte teksten. Toch verkochten beide albums niet, al waren de persberichten niet negatief over beide albums. Sommige nummers kwamen dan ook op albums waar verschillende artiesten hun bijdrage aan hadden geleverd.

## 1996 - heden

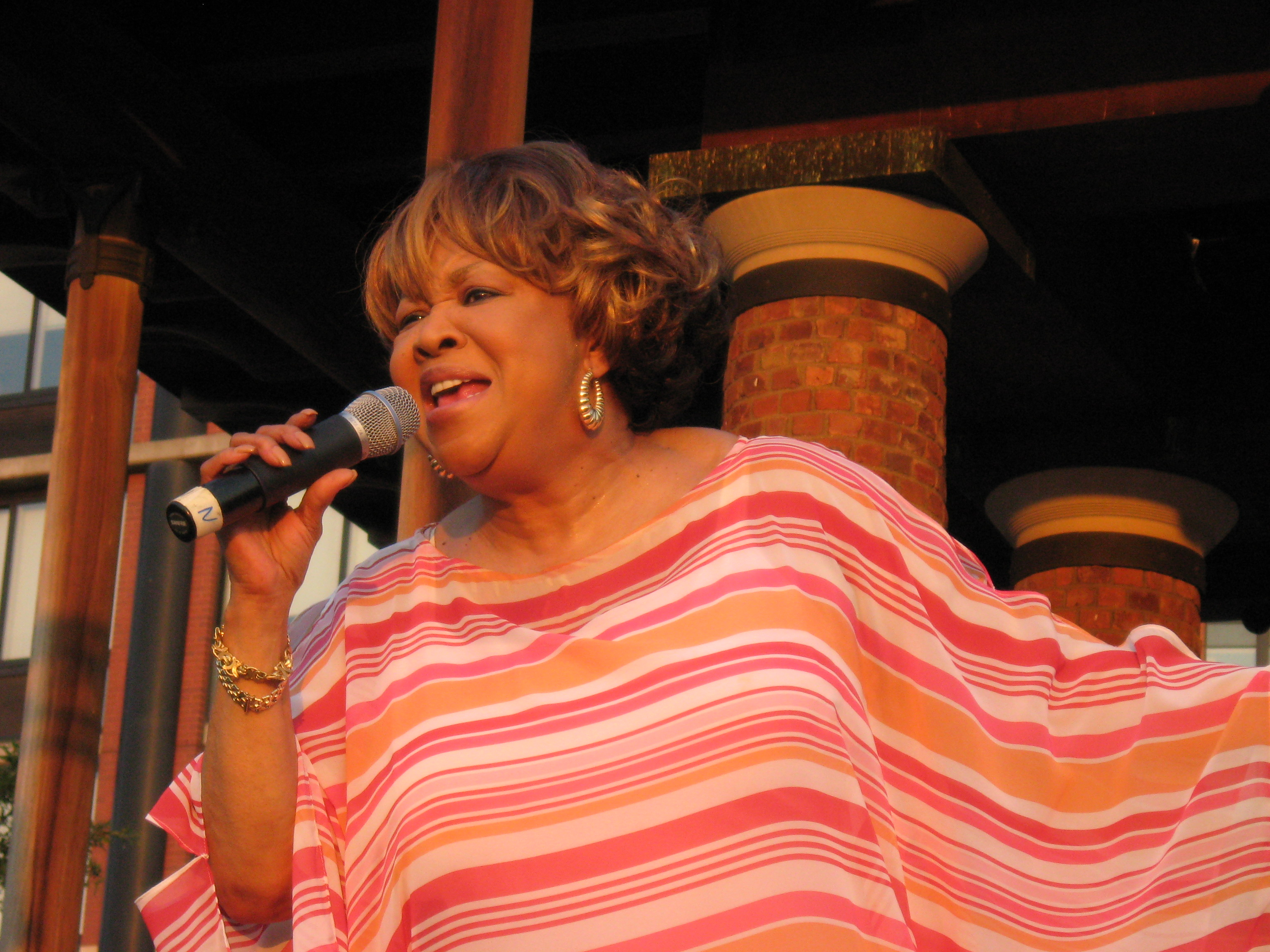
Mavis Staples in 2007

Staples had grote bewondering voor Mahalia Jackson en in 1996 nam ze het album Spirituals & Gospel op. Het album was een tribute aan Mahalia Jackson. In 1997 was Staples producer van het laatste album dat haar vader zou maken. Pops Staples stierf in 2000 en Staples werkte aan het album tot het jaar 2005.
Joe Tullio, een liedjesschrijver uit Chicago, had twee vrienden verloren tijdens de aanslag van 11 september 2001. Hij had een liedje geschreven over de gebeurtenis en vroeg aan Staples of ze het wilde zingen. Het resulteerde in een samenwerking voor een heel album met de naam Have a Little Faith. Ze financierde het eerst zelf en het muzieklabel Alligator wilde het uiteindelijk wel uitgeven. Staples ontving een Grammy Award nominatie in 2003 voor Gotta Change My Way of Thinking, dit was een duet met Bob Dylan. In 2004 kreeg ze nog drie andere Grammy-nominaties. Ze kreeg deze omdat ze had samengewerkt met Dr. John op het album N'awlinz: Dis Dat or D'uddahen voor het album Beautiful Dreamer: The Songs of Stephen Foster. Op dit album zong ze het nummer Hard Times Come Again No More. Andere artiesten die meewerkten aan het album waren Raul Malo, Yo-Yo Ma, Alison Krauss, Edgar Meyer, Mark O'Connor, Alvin Youngblood Hart en Ron Sexsmith.
Op 24 april 2007 kwam het album We'll Never Turn Back uit, dat was geproduceerd door Ry Cooder en uitgebracht bij het platenlabel Anti-. Het album bevat nummers over gelijke rechten tussen blank en zwart. Staples en Cooder schreven samen het titellied. Tevens bevat het een cover van J.B. Lenoir met de titel Down in Mississippi.
Het album You Are Not Alone uit 2010 is haar eerste met  Jeff Tweedy van de band Wilco als producer. Het album leverde haar bij de 53e Grammy Awards in februari 2011 haar eerste Grammy Award op voor Beste Americana Album. Ook de opvolger One True Vine kwam onder leiding van Tweedy tot stand.'
In 2019 vierde Staples haar 80e verjaardag met een concert in het Apollo Theater , 63 jaar nadat ze daar voor het eerst optrad.

## Discografie

### Albums
- Mavis Staples (Volt, 1969)
- Only For The Lonely (Stax, 1970)
- A Piece Of The Action (Curtom, 1977)
- Oh What A Feeling (Warner, 1979)[1]
- Mavis Staples (HDH, 1984)
- Don't Change Me Now (Volt/Ace, 1988)[2]
- Time Waits for No One (Paisley Park, 1989)
- The Voice (Paisley Park, 1993)
- Spirituals & Gospel: Dedicated to Mahalia Jackson with Lucky Peterson (Verve, 1996)
- Have a Little Faith (Alligator, 2004)
- We'll Never Turn Back (Anti, 2007) produced by Ry Cooder
- You Are Not Alone (2010)
- One True Vine (Anti-, 2013)
- Your Good Fortune (Anti-, 2015)
- If all I was was black (Anti-, 2017)
- Carry Me Home (met Levon Helm) (Anti-, 2022)

### Singles
- "Crying In The Chapel" b/w "Nothing Lasts Forever" (Epic)
- "I Have Learned To Do Without You" b/w "Since I Fell For You"
- "Endlessly" b/w "Don't Change Me Now" (Volt)
- "A House Is Not A Home" (Volt)
- "A Piece Of The Action" b/w "Til Blossoms Bloom" (Curtom)
- "Oh What A Feeling" (Warner Bros., 1979)
- "Tonight I Feel Like Dancing" (Warner Bros., 1979)
- "Love Gone Bad" (1984)
- "Show Me How It Works" (from Wildcats) (Warner Bros., 1986)
- "20th Century Express" b/w "All The Discomforts Of Home" (Paisley Park, 1989)
- "Time Waits For No One" (Paisley Park, 1989)
- "Jaguar" (Paisley Park, 1989)
- "Melody Cool" (Paisley Park, 1991)
- "The Voice" (Paisley Park, 1993)
- "Blood Is Thicker Than Time" (Paisley Park, 1993)

### Ander
- "Christmas Vacation" (Theme song from National Lampoon's Christmas Vacation) (1989)

## Hitlijsten

### Albums
| Album met eventuele hitnotering(en) in de Nederlandse Album Top 100 | Datum van verschijnen | Datum van binnenkomst | Hoogste positie | Aantal weken | Opmerkingen |
| ------------------------------------------------------------------- | --------------------- | --------------------- | --------------- | ------------ | ----------- |
| We'll never turn back                                               | 20-04-2007            | 28-04-2007            | 40              | 5            |             |
| You are not alone                                                   | 10-09-2010            | 18-09-2010            | 78              | 2            |             |

| Album met hitnotering(en) in de Vlaamse Ultratop 200 albums | Datum van verschijnen | Datum van binnenkomst | Hoogste positie | Aantal weken | Opmerkingen |
| ----------------------------------------------------------- | --------------------- | --------------------- | --------------- | ------------ | ----------- |
| We'll never turn back                                       | 2007                  | 05-05-2007            | 56              | 8            |             |
| You are not alone                                           | 2010                  | 25-09-2010            | 64              | 1            |             |

### Singles
| Single met eventuele hitnotering(en) in de Nederlandse Top 40 | Datum van verschijnen | Datum van binnenkomst | Hoogste positie | Aantal weken | Opmerkingen              |
| ------------------------------------------------------------- | --------------------- | --------------------- | --------------- | ------------ | ------------------------ |
| Melody cool                                                   | 1990                  | 18-08-1990            | tip2            | -            | #41 in de Single Top 100 |
| Nina cried power                                              | 2018                  | 15-09-2018            | tip17*          |              | met Hozier               |

## Diversen
- The Staple Singers namen in 1976 deel aan de studio-sessies naar aanleiding van het legendarische afscheid van de rockgroep The Band. Hun optreden in de song The Weight, met solo's van Levon Helm, Mavis en Roebuck Staples en Rick Danko, werd gefilmd door Martin Scorsese en is onderdeel van zijn concertfilm The Last Waltz (1978).
- The Staple Singers werden in 1999 opgenomen in the Rock and Roll Hall of Fame.
- Mavis Staples is geplaatst als #57 in VH1's 100 Greatest Women of Rock N Roll.
- The Staple Singers maakten in de jaren zestig voor het label Riverside coverversies van Blowin' In The Wind en Masters Of War van Bob Dylan. In 2008 heeft Mavis Staples aan de openbaarheid prijsgegeven dat zij in die periode een verhouding had met Dylan.

- Bibsys: 6080034
- Bibliothèque nationale de France: cb13942785k (data)
- Gemeinsame Normdatei: 134528514
- International Standard Name Identifier: 0000 0000 8005 5378
- Library of Congress Control Number: n92011485
- MusicBrainz: 04f57a2d-2449-400e-8fff-5b1c5af9560b
- Nationale Bibliotheek van Tsjechië: ola2003162746
- Nationale Bibliotheek van Israël: 987007432691905171
- Nederlandse Thesaurus van Auteursnamen: 100309070
- Réseau des bibliothèques de Suisse occidentale: 02-A003858266
- Système universitaire de documentation: 162173172
- Virtual International Authority File: 84977509
- WorldCat: E39PBJc3GkFBDcpKFdpbFBP4v3